# Gare de Vis-à-Marles
Ne doit pas être confondu avec Gare de Marles-en-Brie ou Gare de Marle-sur-Serre.
La gare de Vis-à-Marles est une gare ferroviaire française de la ligne de Fives à Abbeville, située sur le territoire de la commune de Marles-les-Mines, à proximité immédiate de Lapugnoy, dans le département du Pas-de-Calais, en région Hauts-de-France.
C'est une halte voyageurs de la Société nationale des chemins de fer français (SNCF), desservie par des trains TER Hauts-de-France.

## Situation ferroviaire
Établie à 42 mètres d'altitude, la gare de Vis-à-Marles est située au point kilométrique (PK) 50,923 de la ligne de Fives à Abbeville, entre les gares ouvertes de Fouquereuil et de Calonne-Ricouart.

## Service des voyageurs

### Accueil
Halte SNCF, c'est un point d'arrêt non géré (PANG) à accès libre.

### Desserte
Vis-à-Marles est desservie par des trains TER Hauts-de-France qui effectuent des missions entre les gares de Lille-Flandres, ou de Béthune et de Saint-Pol-sur-Ternoise, ou de Boulogne-Ville.

### Intermodalité
Le stationnement des véhicules est possible à proximité.